# Jan Verhaas

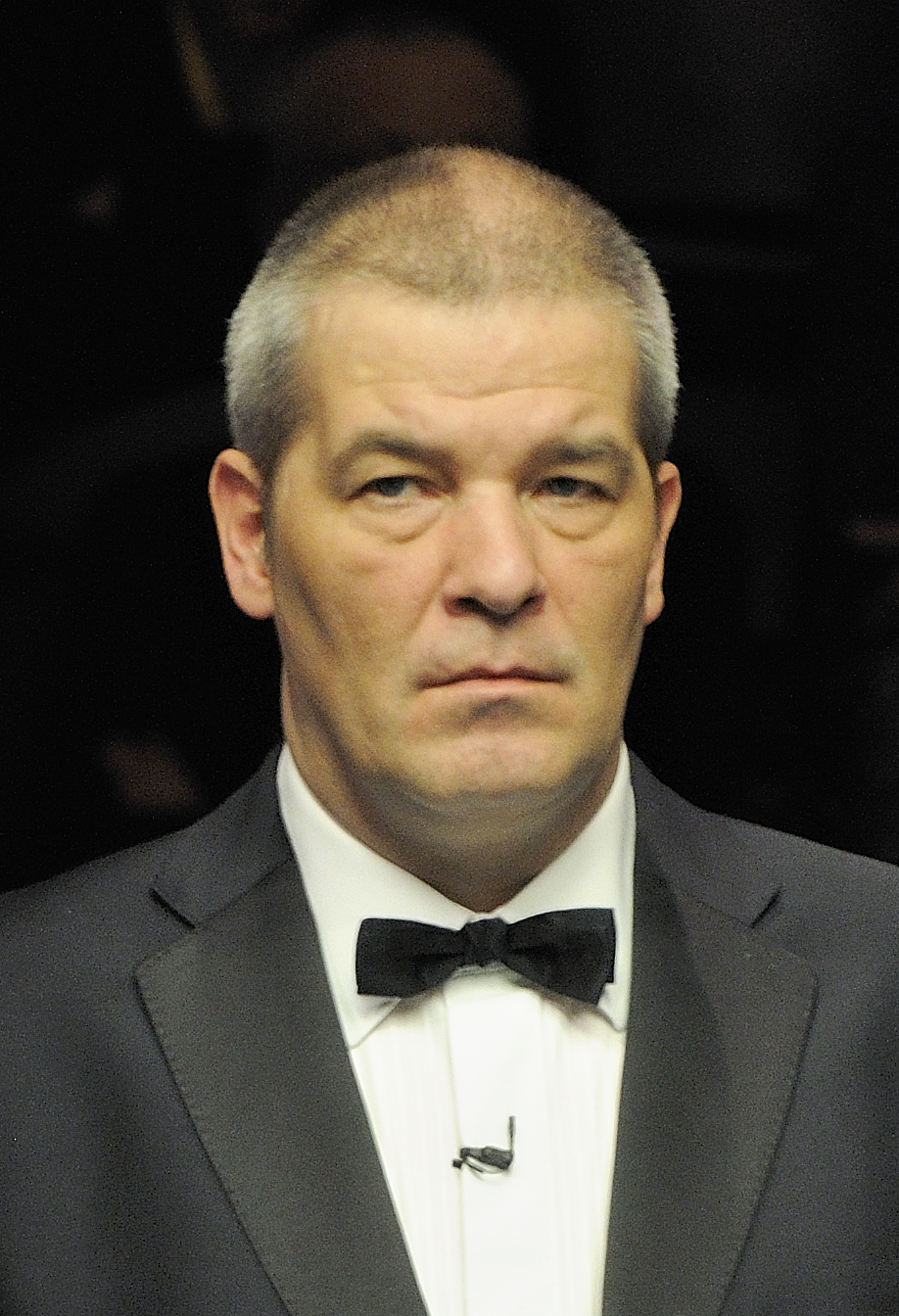
Jan Verhaas (2013)

Jan Verhaas (Maassluis, 5 oktober 1966) is een Nederlands snookerscheidsrechter.
Als eerste niet-Brit leidde hij finales van enkele grote toernooien.
Hij werd in 1991 op 25-jarige leeftijd ontdekt tijdens een toernooi in Rotterdam. De internationale snookerbond zag hier een goede mogelijkheid de snookersport een internationaler karakter te geven.
Ook is hij een aantal jaren scheidsrechter geweest bij nine-ball-pooltoernooien.

## Mijlpalen
- 1993 - eerste professionele wedstrijd, tussen Tony Drago en Steve Davis.
- 2003 - finale World Snooker Championship tussen Mark Williams en Ken Doherty.
- 2006 - finale World Snooker Championship tussen Peter Ebdon en Graeme Dott.
- 13 december 2006 - kwartfinale UK Championship tussen Stephen Hendry en Ronnie O'Sullivan, waarin O'Sullivan opgaf bij een achterstand van 1-4.
- 17 december 2006 - finale UK Championship tussen Stephen Hendry en Peter Ebdon, gewonnen door Ebdon met 6-10.
- 21 januari 2007 - finale The Masters tussen Ronnie O'Sullivan en Ding Junhui.
- 4 en 5 mei 2008 - finale World Snooker Championship tussen Ali Carter en Ronnie O'Sullivan.
- 18 januari 2009 - finale Masters tussen Ronnie O'Sullivan en Mark Selby.
- 30 april en 1 mei 2009 - halve finale World Snooker Championship tussen John Higgins en Mark Allen.
- 10 mei 2009 - Finale World Series tussen John Higgins en Shaun Murphy te Portimao-Portugal.
- 20 september 2010 - Eerste ronde World Open waar Ronnie O'Sullivan Jan Verhaas vraagt wat de bonus is op een 147 en door hem overgehaald moet worden om de laatste zwarte bal te potten.
- 1 mei 2011 en 2 mei 2011 - finale World Snooker Championship tussen Judd Trump en John Higgins
- 5 mei 2013 en 6 mei 2013 - finale World Snooker Championship tussen Barry Hawkins en Ronnie O'Sullivan
- 30 april 2017 en 1 mei 2017 - finale World Snooker Championship tussen Mark Selby en John Higgins[1]